# Ganajali, Devadurga
Ganajali là một làng thuộc tehsil Devadurga, huyện Raichur, bang Karnataka, Ấn Độ.